# Celama formosalesa
Celama formosalesa är en fjärilsart som beskrevs av Alfred Ernest Wileman och West 1928. Celama formosalesa ingår i släktet Celama och familjen trågspinnare. Inga underarter finns listade i Catalogue of Life.